# Jean-Marie Écorchard
Jean-Marie Écorchard est un médecin et botaniste, né le 7 février 1809 à Lohéac et mort le 17 décembre 1882 à Nantes.

## Biographie
Après des études de médecine à l'université de Rennes, il s'intéresse à la botanique et devient l'élève d'Augustin Pyrame de Candolle (1778-1841) à Genève.
Le 30 mai 1836, il est nommé pour assurer la chaire de botanique du jardin des plantes de Nantes créée par le conseil municipal le 5 juin 1835. Il consacre dès lors plus de 40 ans à l'aménagement et à l'embellissement du Jardin des plantes dont il devient directeur le 1er janvier 1840.
Après l'inauguration des derniers travaux du Jardin des plantes en 1860, il se consacre à l'étude botanique et rédige une Nouvelle théorie élémentaire de la botanique qui parait en 1877. Cependant cet ouvrage ne rencontrera pas le succès escompté par son auteur qui le comparait à l'ouvrage d'Augustin Pyrame de Candolle, Théorie élémentaire de la botanique ou exposition des principes de la classification naturelle et de l'art de décrire et d'étudier les végétaux.
Il meurt en 1882 des suites d'une morsure de vipère alors qu'il donnait un cours de botanique.
Son nom a été donné à une rue qui longe le côté sud du jardin des plantes de Nantes.

## Ses œuvres
- Culture et taille de la vigne, Nantes : chez L. Guéraud, 1849